# Albert Leprince
Louis Auguste Albert Leprince, né le 1er mai 1840 à Metz et mort à Dijon le 13 mai 1914 est un architecte français qui a bâti essentiellement à Dijon.

## Biographie

### Enfance
Il est le fils de Louis Abraham Ambroise Leprince, capitaine au 7e régiment d'artillerie, et d'Elizabeth Marie Antoinette Boulabert, sans profession . Il est le frère de Louis Aimé Augustin Le Prince. Il est élève à l'école centrale des Arts et Manufactures de Paris, et sera diplômé en 1862.

### Carrière
Lors de son mariage à Dijon le 21 septembre 1868 avec Marie gabrielle Agathe Chevrot, fille de l'architecte dijonnais Alfred Chevrot, il est ingénieur chef de section à la Compagnie des chemins de fer des Charentes. Il sera un des élèves d'Eugène Viollet-le-Duc. Lors de la vente à son frère Louis Aimé Augustin Le Prince d'une maison située au numéro 6, Rue Bochart-de-Saron le 15 juillet 1887, il exerce la profession d'architecte et est alors domicilié au 40, Rue Berbisey. À la fin du XIXe siècle, il devient l'architecte des Hospices de Dijon.
Sur son acte de décès, il est Ingénieur des Arts et Manufactures, son fils Ernest Louis Henri Leprince le directeur des Forges de Syam et son gendre, Henri Dupont, professeur à la faculté des sciences à Dijon .

## Œuvres

### Dijon
- Maison située au 23 cours Général-de-Gaulle construite en 1863 avec son beau-père l'architecte Alfred Chevrot puis modifiée en 1901 par Charles Javelle[8].
- Collège des Jésuites Saint Ignace (actuelle maison diocésaine), situé au 9 bis boulevard Voltaire, construit avec son beau-père l'architecte Alfred Chevrot entre 1878 et 1879[9].
- Les Galeries dijonnaises, construites en 1896 avec Louis Perreau[10],[11].
- Immeuble de style haussmannien situé au 30 boulevard de Brosses et au 2 rue Devosge, pour Julien Poinssot en 1896[12].
- Immeuble construit pour monsieur Poinssot et situé au 14, rue Michel-Servet en 1904[13].

### Côte-d'Or
- Église paroissiale Saint-Julien de Turcey en 1892,  reconstruction de la nef et des deux chapelles encadrant la travée sous clocher[14].
- Le château de Brochon, construit avec Louis Perreau entre 1895 et 1899[15].
- Hôpital du canton de Gevrey-Chambertin en 1896[16].

## Galerie

### Dijon

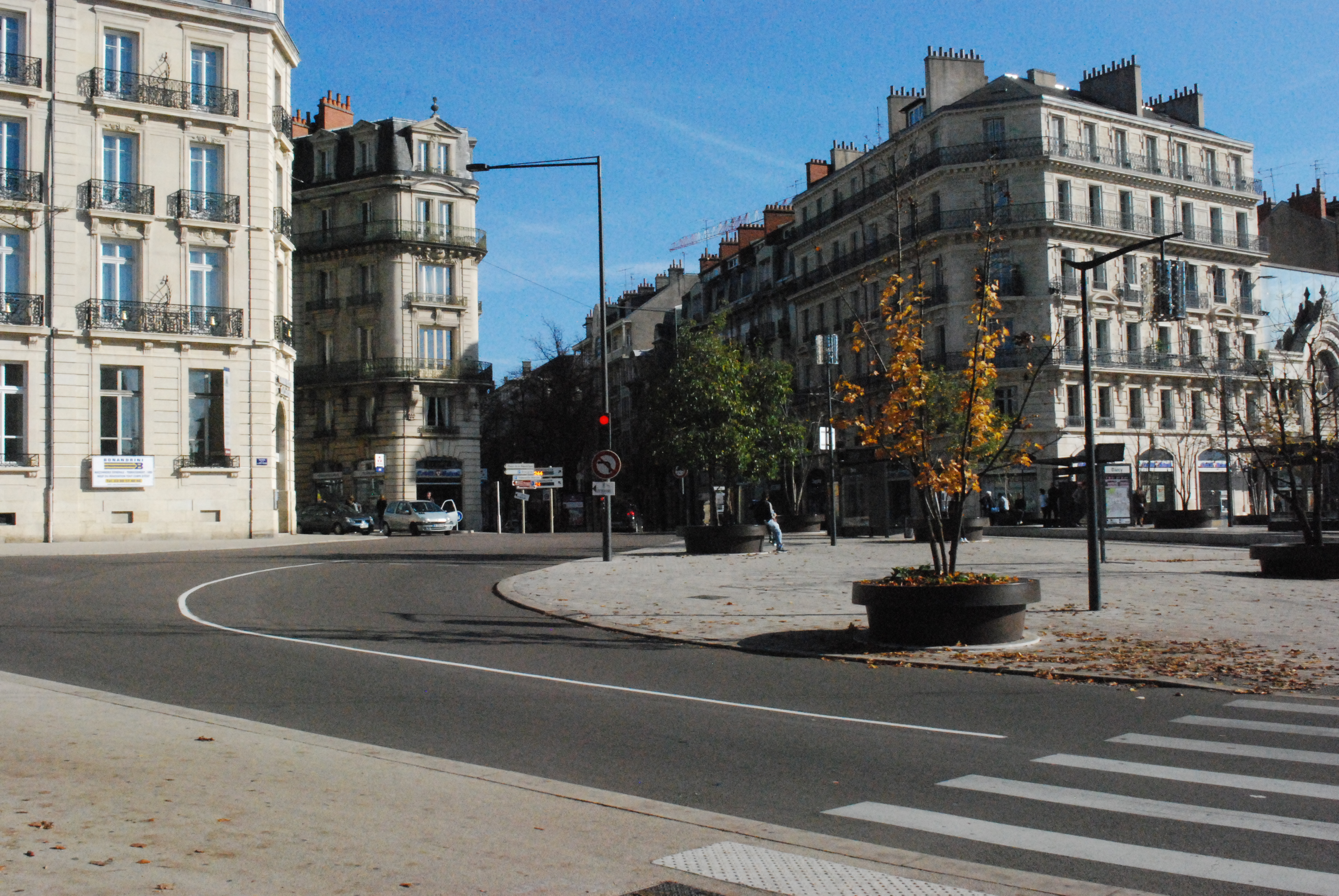
Immeuble haussmannien situé au centre, entre la rue Devosges et le Boulevard de Brosses.
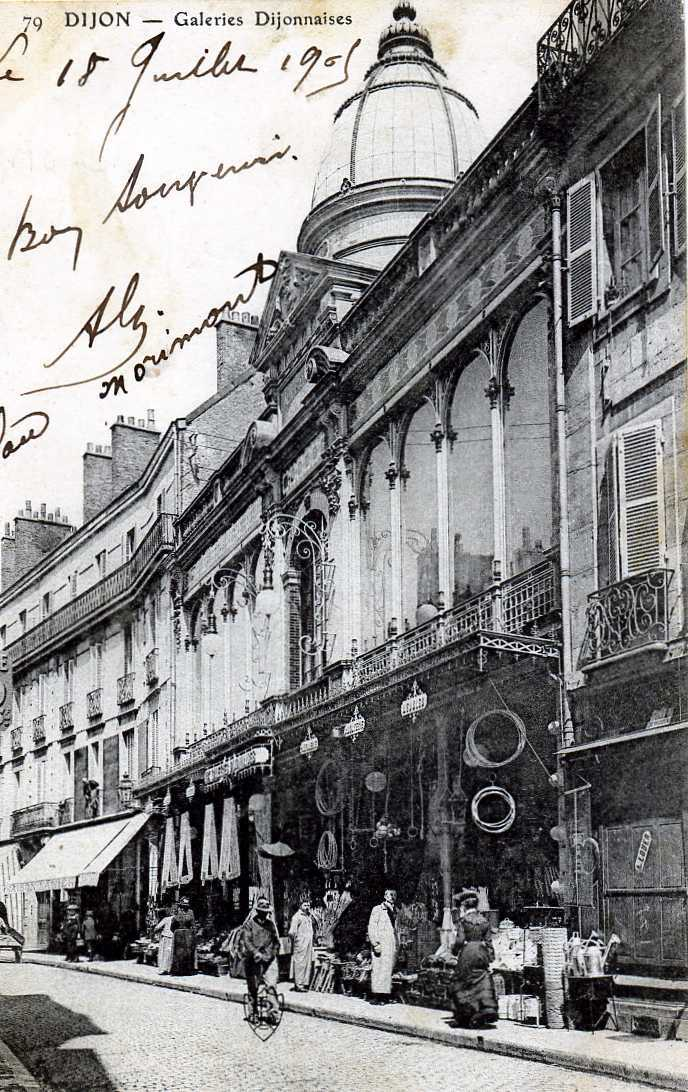
Les Galeries dijonnaises

### En France

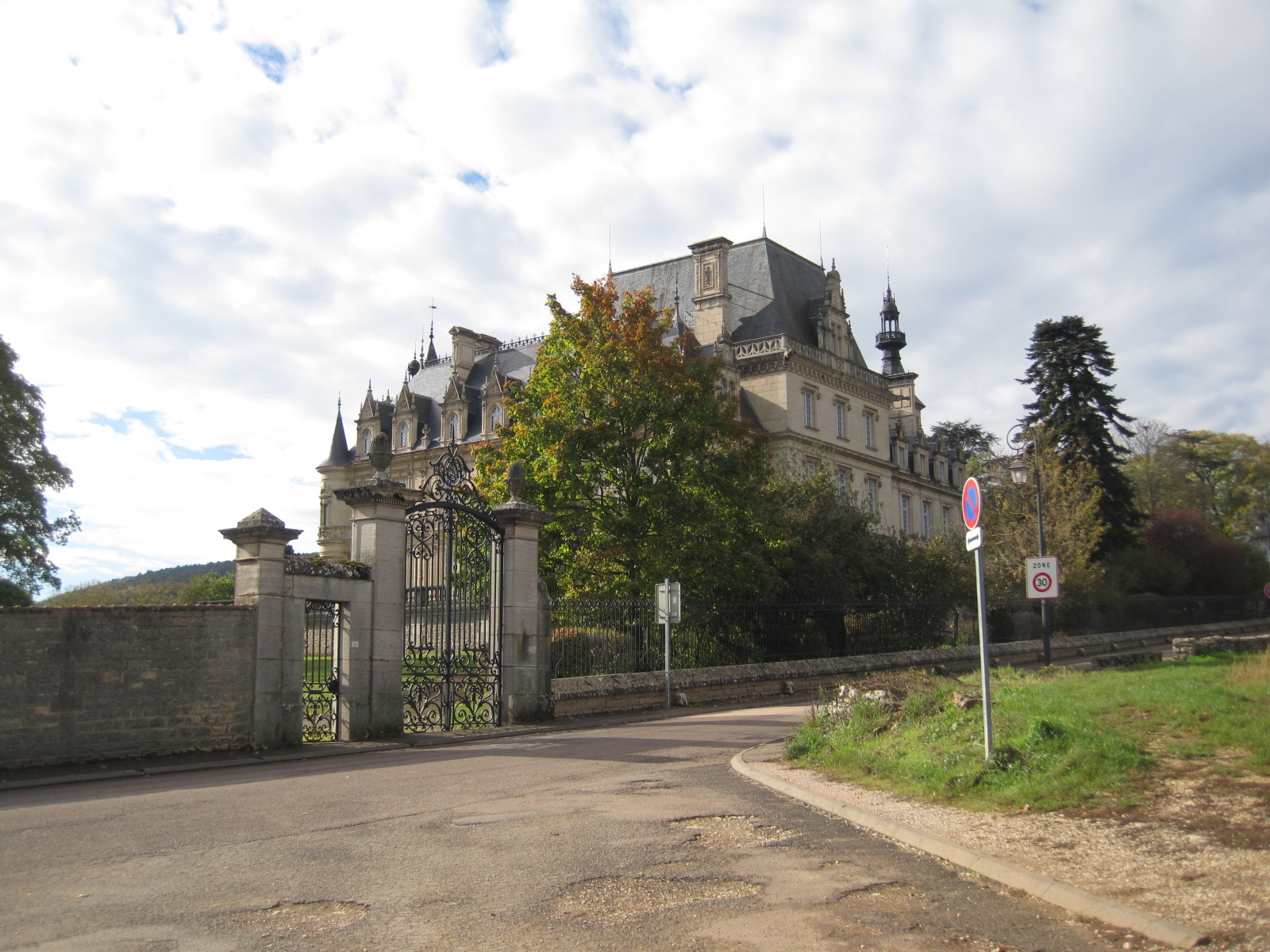
Château de Brochon
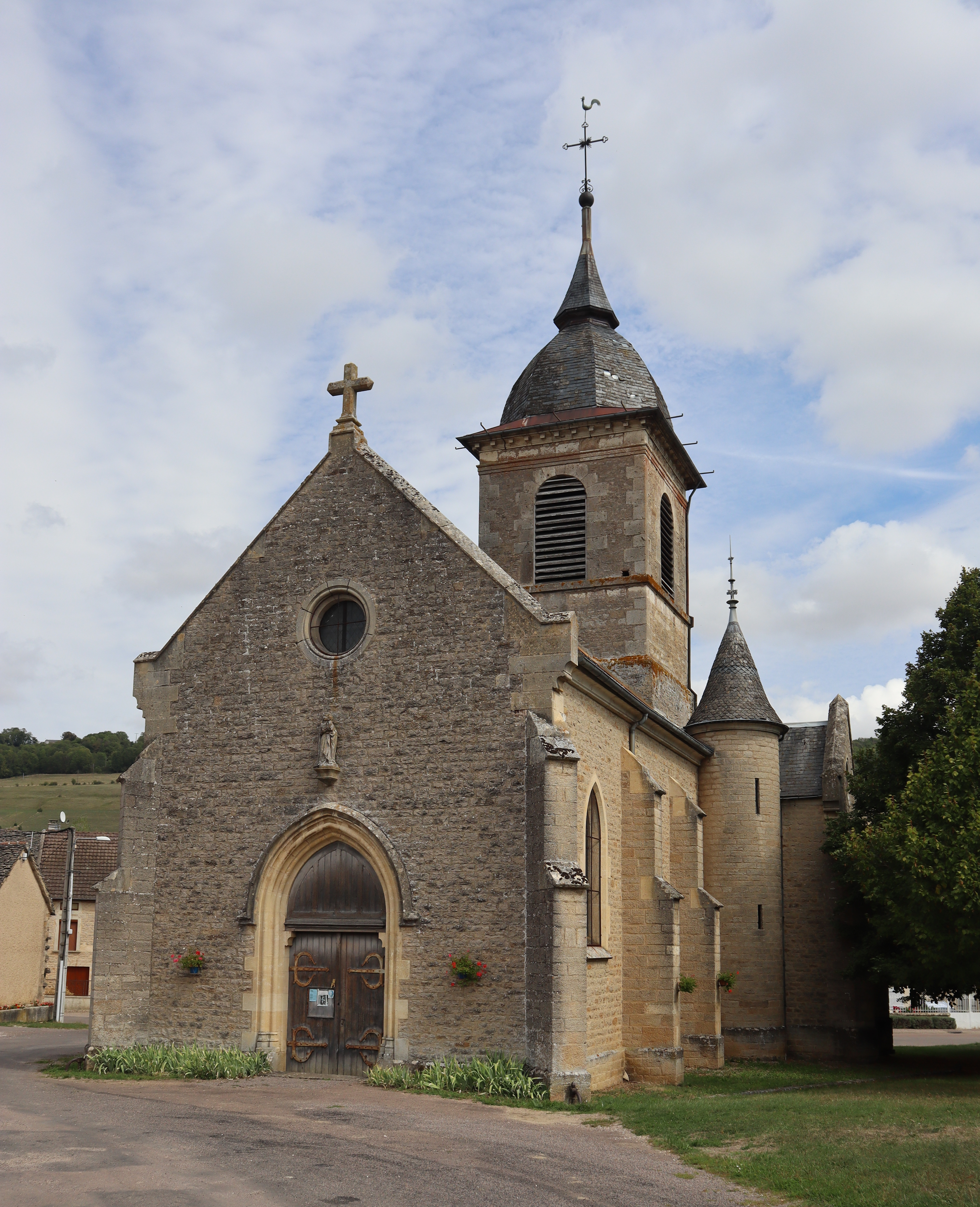
Église Saint-Julien